# Den signede dag med fryd vi ser
Den signede dag er en salme som er skrevet af N.F.S. Grundtvig (1826) med melodi af C.E.F. Weyse (1826).

## Historie
Grundtvig ville, i anledning af 1000-året for kristendommens indførelse i Danmark, trykke en lille bog med tre af sine egne salmer, som skulle synges til gudstjenesten pinsemorgen 14. maj 1826 i Vor Frelsers Kirke. Dette skete dog aldrig, fordi biskoppen forbød ham at bruge andre salmer end dem, der stod i salmebogen. Den signede dag med fryd vi ser var én af de tre salmer, som ikke måtte synges.
Grundtvigs tekst er en bearbejdelse af den ældre vise (den findes også hos Hans Thomissøn 1569 og hos Hans Christensen Sthen), der går tilbage til en gammel nordisk salme, «Then signade dagh ther jag nw se…», som er dokumenteret i Sverige omkring 1450. Denne religiøse tekst bygger selv i stil og metrik vel nok på typen af den middelalderlige, verdslige dagvise (dagningsvise, kærlighedsvise), en udbredt genre fra den middelalderlige litterære vise og fra overleveringen af folkevisen.
Teksten er oversat til engelsk som "O Day full of Grace, which we behold".

## Melodi
Weyses melodi benyttes også til "Jeg ved mig af Søvn i Jesu Navn" fra 1851 af den norske salmedigter Magnus Brostrup Landstad. Den blev oversat til svensk som Jag vet mig en sömn i Jesu namn af Oskar Wågman i 1911.
Melodien er genbrugt til Elias Blix' norske salme Gud signe vårt dyre fedreland.[kilde mangler]
Phillip Faber har komponeret en ny melodi og arrangement for pigekor.

## Udgivelser
Salmen er at finde i Højskolesangbogen hvor den i 18. udgave har den fremtrædende plads som nummer et.
I den 19. udgave har den bevaret pladsen.
Den findes nu også naturligt nok i Den Danske Salmebog hvor den er nummer 402 under afsnittet 'De helliges samfund - Gudstjenesten'.

## Indspilninger
En video-optagelse med Phillip Fabers melodi blev foretaget den 8. marts 2020 i Holmens Kirke med DR Pigekoret og obo-akkompagnement ved Carl Julius Lefebvre Hansen.